# Wasilios Papadimitriu
Wasilios Papadimitriu, gr. Βασίλειος Παπαδημητρίου (ur. 21 maja 1948 w Salonikach) – grecki lekkoatleta, specjalista skoku wzwyż.
Zajął 15. miejsce w skoku wzwyż na halowych mistrzostwach Europy w 1971 w Sofii. Na igrzyskach olimpijskich w 1972 w Monachium zajął 12.–13. miejsce w tej konkurencji.
Zdobył brązowy medal na halowych mistrzostwach Europy w 1973 w Rotterdamie, ulegając jedynie Istvánowi Majorowi z Węgier i Jiříemu Palkovskiemu z Czechosłowacji. Na kolejnych halowych mistrzostwach Europy w 1974 w Göteborgu zajął 20. miejsce. Odpadał w kwalifikacjach na mistrzostwach Europy w 1974 w Rzymie i mistrzostwach Europy w 1978 w Pradze.
Dwukrotnie zwyciężał w mistrzostwach krajów bałkańskich w 1972 i 1973.
Wielokrotnie poprawiał rekord Grecji w skoku wzwyż do wyniku 2,21 m, osiągniętego 24 sierpnia 1973 w Pireusie.